# ۸۷۴ (خورشیدی)
۸۷۴ هشتصد و هفتاد و چهارمین سال هجری خورشیدی است.